# Электронный ветер
Электронный ветер — эффект «увлечения» сильным электрическим током в проводниках донорного типа (металлах или n-полупроводниках) собственных ионов и различных дефектов структуры: примесных атомов или ионов, междоузлий, вакансий, дислокаций и т. п. Причины возникновения электронного ветра схожи с причинами возбуждения звука в металле электромагнитной волной и объясняются нарушением локального механического равновесия металла в электрическом поле и перераспределением импульса между электронами проводимости и ионной решёткой.